# Schinkels malmgård

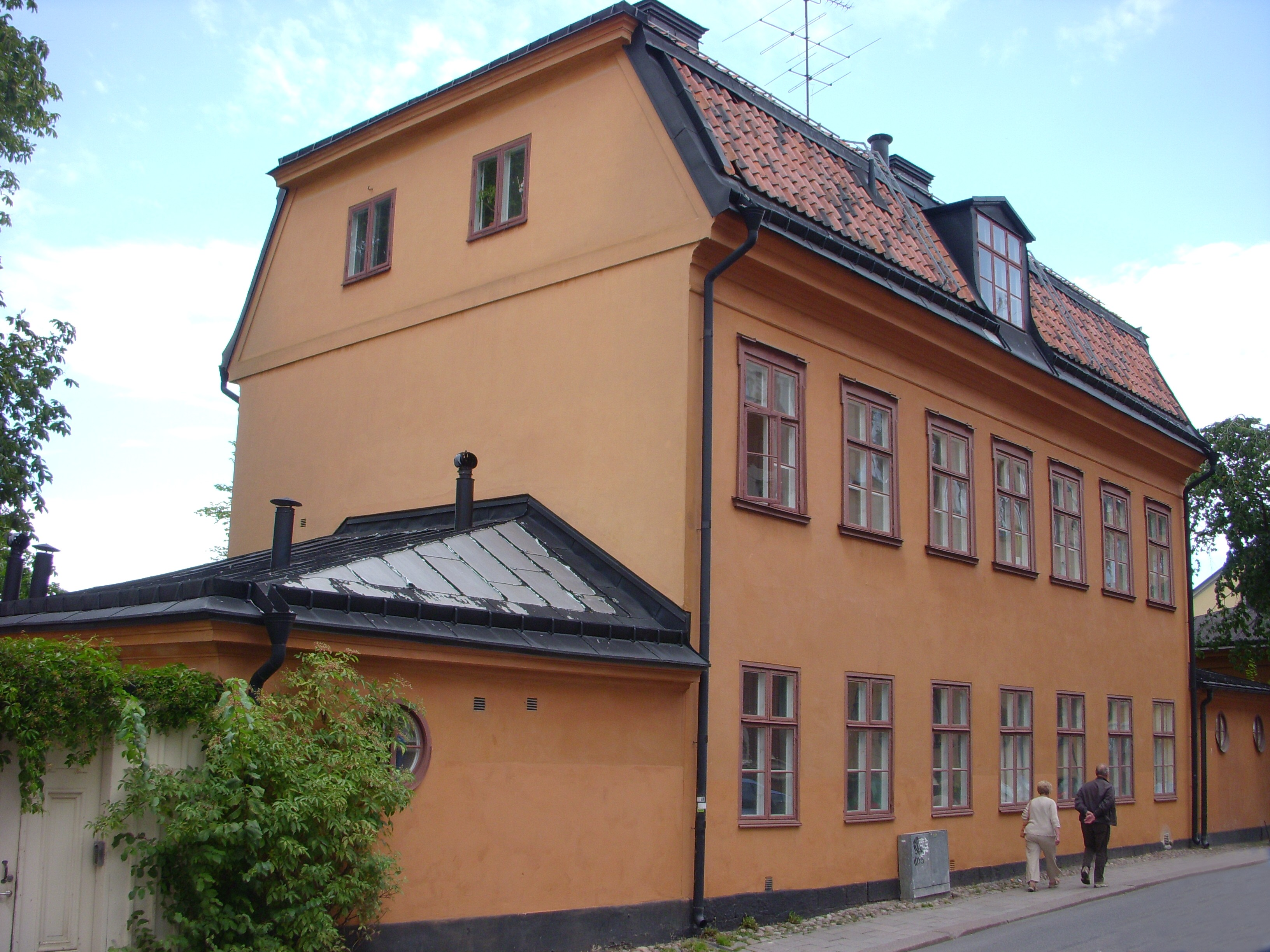
Schinkels malmgård år 2009.

Schinkels malmgård är en av Stockholms kvarvarande malmgårdar, som ligger vid Fjällgatan 25 till 29 på Södermalm. Gården ligger i fastigheten Stenbodarne 2 och är granne med Sommelius hus. Fastigheten ägs och förvaltas av AB Stadsholmen och är blåmärkt av Stadsmuseet i Stockholm, vilket innebär "att bebyggelsen bedöms ha synnerligen höga kulturhistoriska värden".. 

## Historik

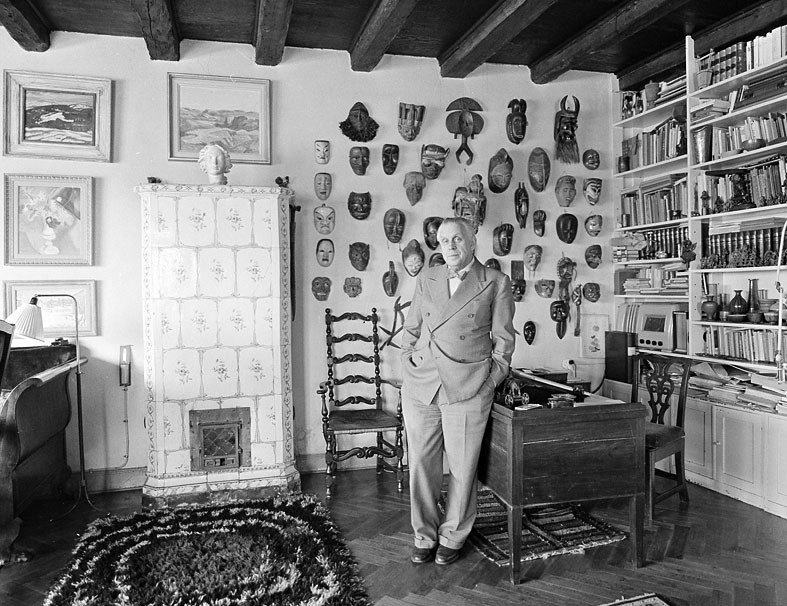
Wilhelm Kåge i sin bostad på 1950-talet.

Innan Johan In de Betou byggde ett stenhus här 1738, fanns ett annat, avbränt stenhus på platsen som förmodligen blev ett offer för Katarinabranden 1723. Betou var köpman och handlade med salt, nere vid stranden låg hans salubodar, men han var även politiskt aktiv och blev mellan 1760 och 1762 invald i riksdagen och 1758 rådman samt ledamot av Justitiekollegium.
Den som gav malmgården dess nuvarande namn var David Schinkel. Han härstammade från Stralsund och kom 1759 som 16-åring till Stockholm. David Schinkel var en skicklig affärsman, han övertog 1770 ett stort handelshus, som han drev med framgång.  Han blev kommerseråd och 1790 blev han adlad, men behöll sitt namn. År 1794 hade han köpt malmgården på Katarina östra kyrkogata (nuvarande Fjällgatan), som han byggde till med en våning och lät inreda vinden. Från gatan fanns ursprungligen en entrédörr, som på 1920-talet ersattes med ett fönster. För övrigt är byggnaden exteriört helt intakt från Schinkels tid.
Efter David Schinkels död 1807 övertog sonen Johan Schinkel egendomen, som ytterligare förbättrade och förskönade anläggningen. Johan Schinkel dog 1840, då hade även han blivit adlad von Schinkel. Egendomen gick sedan genom många händer där fanns ägare som var sjökapten, grosshandlare och boktryckare. Ett av uthusen, ett gammalt vagnshus, byggdes om till bostad 1927 för keramikern Wilhelm Kåge.
Anna Lindhagen, som engagerade sig starkt för bevarandet av gamla Stockholmsmiljöer, skrev 1923 i Tidskrift för hembyggnadsvård om Schinkels malmgård:
| ” | Lyckliga människor som ägd denna malmgård. Lyckliga alla, som där fått bo liksom alla i framtiden som få tjusas av denna gårds osedvanlig stämningsfulla belägenhet. Gårdsplanen, vettande åt Stigbergets stup, skuggas av stora träd. Man kommer här närmare staden och dess liv än längre bort på Fjällgatan. | „ |

## Bilder

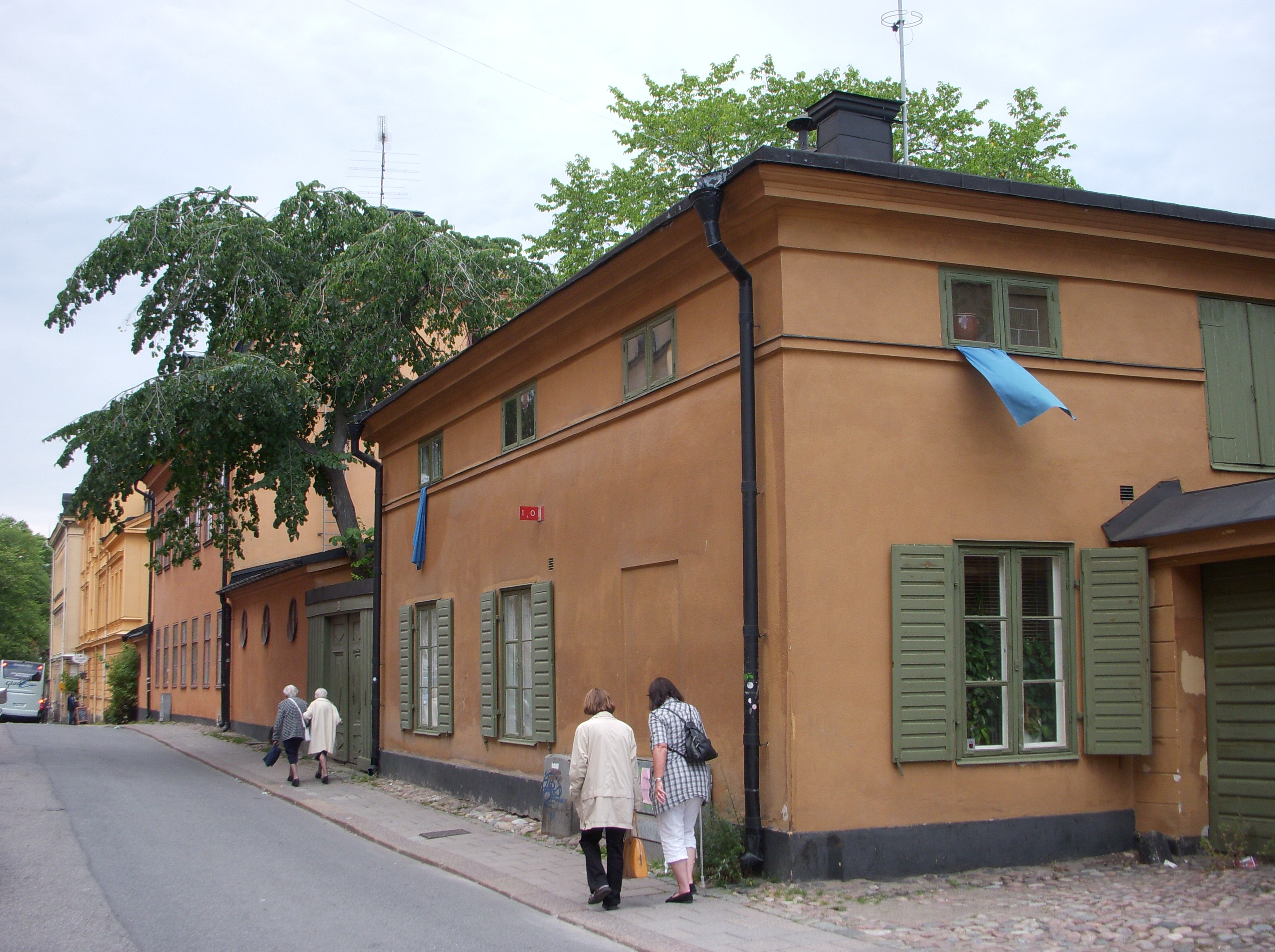
Från Fjällgatan mot väst
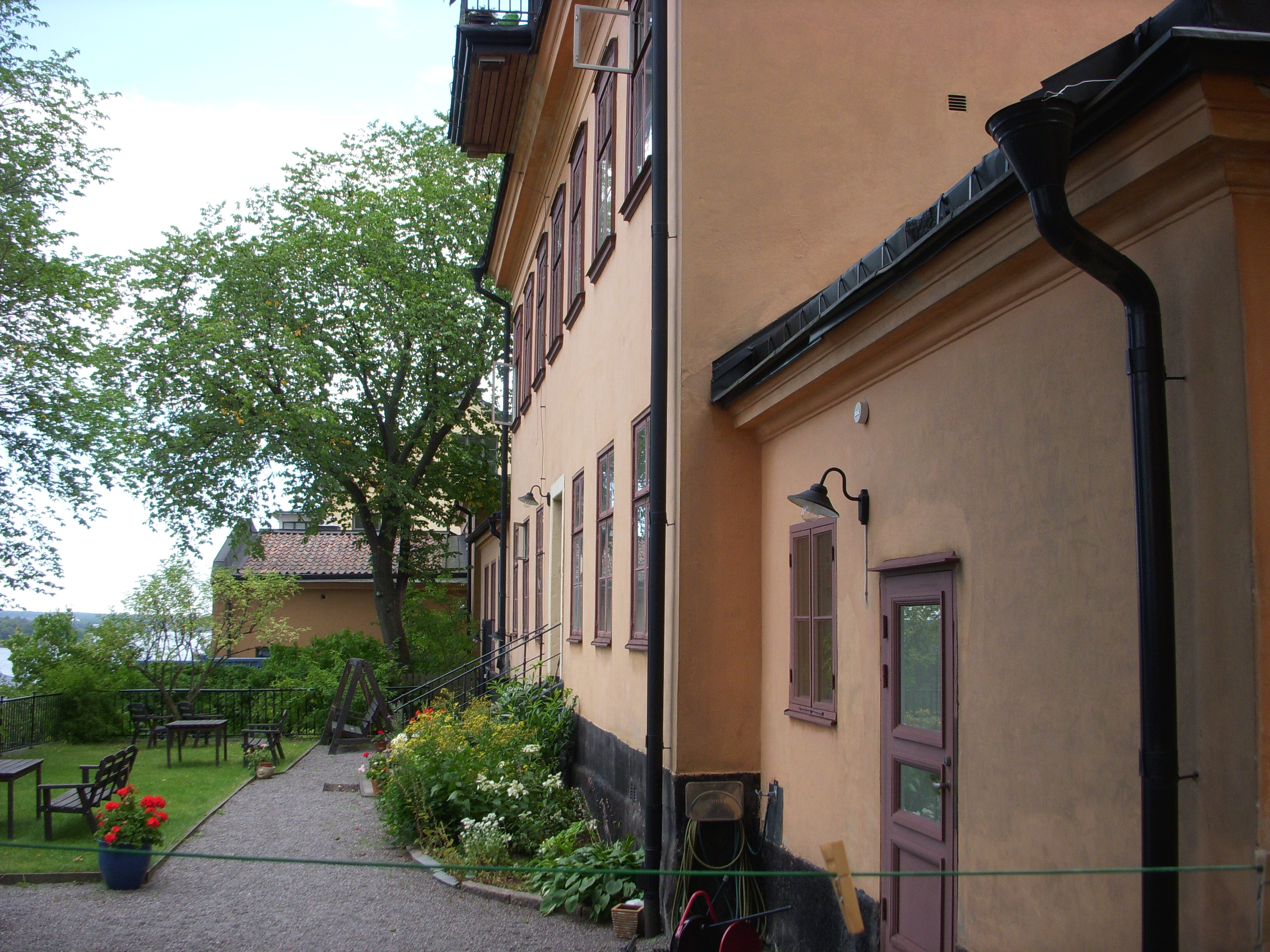
Gårdssidan
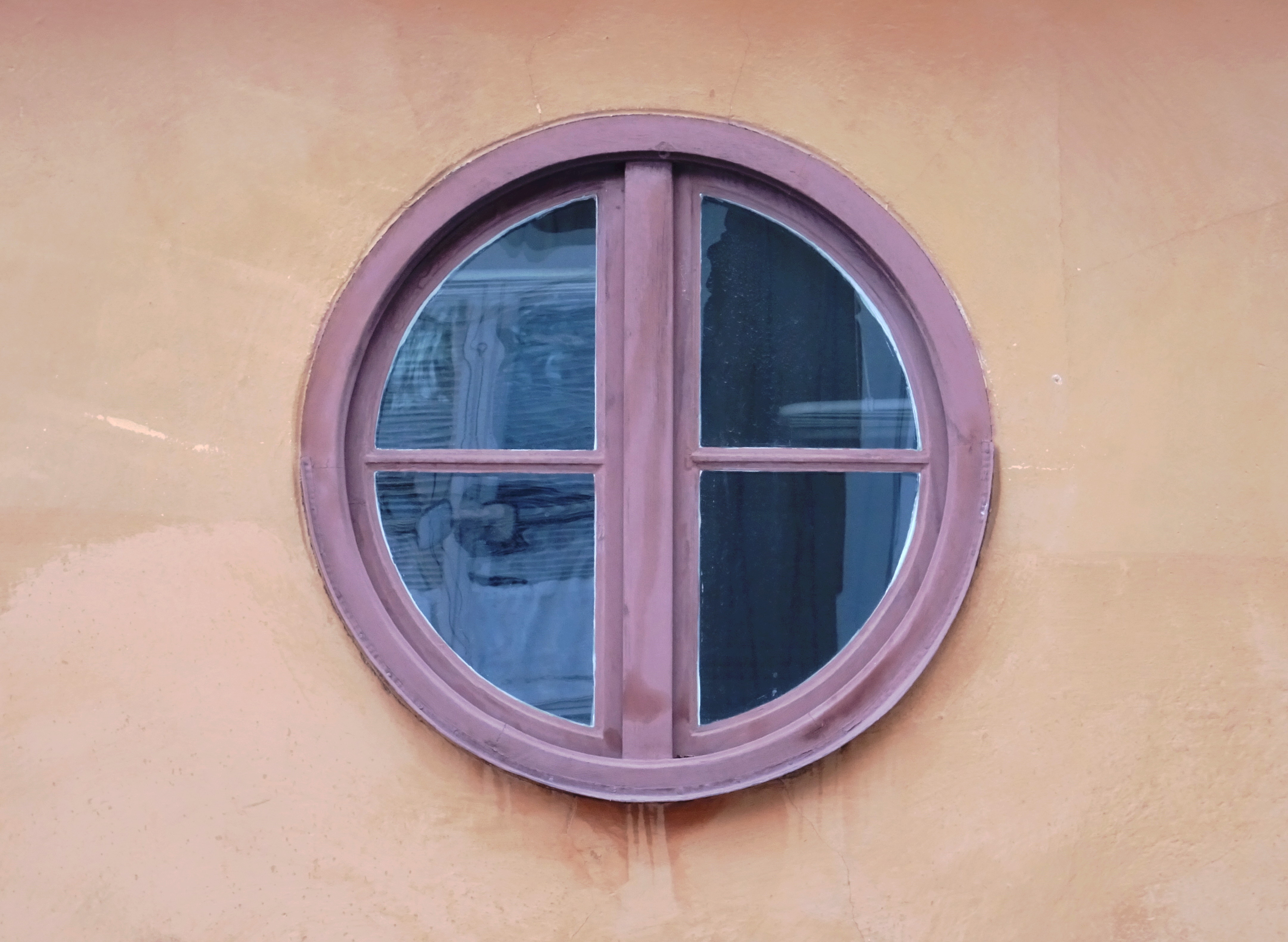
Fönster i mellanbyggnaden
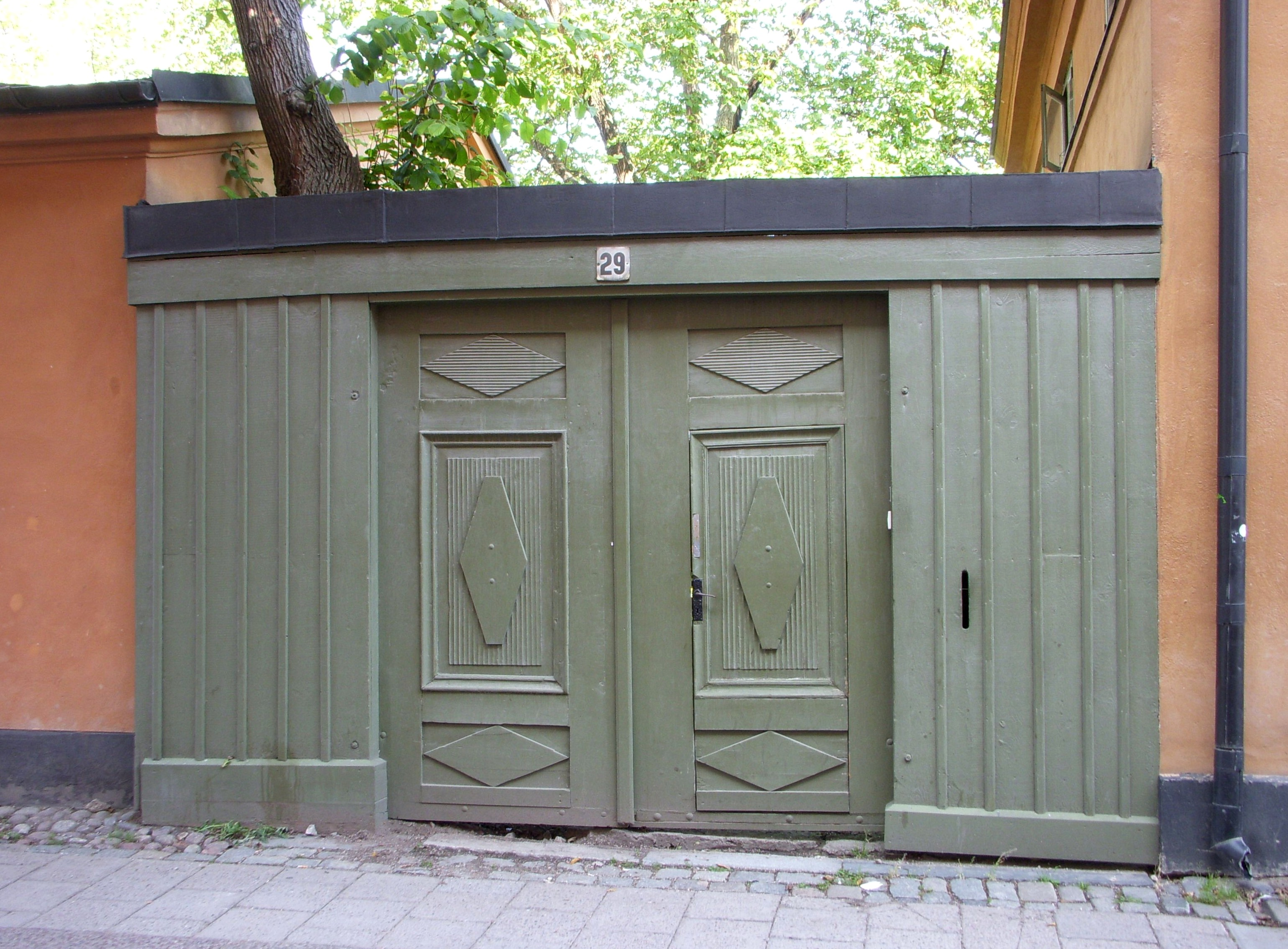
Gårdens 1700-tals port